# San Joaquín, Silao de la Victoria
San Joaquín är en ort i Mexiko.   Den ligger i kommunen Silao de la Victoria och delstaten Guanajuato, i den centrala delen av landet, 280 km nordväst om huvudstaden Mexico City. San Joaquín ligger 1 846 meter över havet och antalet invånare är 134.
Terrängen runt San Joaquín är huvudsakligen platt, men norrut är den kuperad. Runt San Joaquín är det tätbefolkat, med 356 invånare per kvadratkilometer. Närmaste större samhälle är Guanajuato, 13,8 km nordost om San Joaquín. Trakten runt San Joaquín består till största delen av jordbruksmark.